# Otto Dietrich von Gemmingen
Otto Dietrich von Gemmingen (* 19. Oktober 1647 auf Burg Guttenberg; † 8. Oktober 1695 in Fürfeld) war Grundherr in Fürfeld und auf Burg Guttenberg. Er ist Stammvater des Zweigs Guttenberg-Fürfeld der Linie Gemmingen-Guttenberg der Freiherren von Gemmingen.

## Leben
Er war der Sohn des Dietrich von Gemmingen (1584–1659) und dessen vierter Frau Eva Margdalena von Fechenbach (1604–1688). Während sein älterer Halbbruder Pleikard Dietrich von Gemmingen (1628/29–1695) aus der dritten Ehe des Vaters mit Juliane Sibylle von und zu Eltz (1587–1635) den Stammsitz der Familie in Gemmingen erhielt, erbte Otto Dietrich von seinem Vater Burg Guttenberg. Nach 1678 kam er über das Erbe des Weirich von Gemmingen (1622–1678) aus dem Bonfelder Ast der Familie auch noch in den Besitz von Fürfeld, das er sich bis zu dessen Tod mit seinem Bruder Bernolf Dietrich (1644–1689) teilte.

## Familie
Er war in erster Ehe ab 1674 mit Anna Rosina von Ellrichshausen (1638–1676) und in zweiter Ehe mit Marie Magdalene von Neipperg (1653–1693) verheiratet. Der Sohn Johann Dietrich aus erster Ehe setzte den Zweig Guttenberg-Fürfeld der Freiherren von Gemmingen fort.
Nachkommen:
- Johann Dietrich (1675–1757) ⚭ Christine Juliane Hofer von Lobenstein (1675–1718), Rosine Juliane Greck von Kochendorf (1679–1762)
- Burkard Dietrich (1679–1702), gefallen in der Schlacht bei Friedlingen
- Sophia (1684–1691)
- Friedrich Dietrich (*/† 1689)